# Landschaftsschutzgebiet Siek am Tunnelweg
Das Landschaftsschutzgebiet Siek am Tunnelweg mit etwa 7,6 Hektar Flächengröße liegt in Bad Salzuflen im Ortsteil Lockhausen beim Weiler Büxten. Es wurde mit dem Landschaftsplan „Bad Salzuflen“ durch den Kreistag des Kreises Lippe als Landschaftsschutzgebiet (LSG) ausgewiesen.

## Beschreibung
Das LSG umfasst ein etwa 600 m langes und 100 m breites Siek mit schwach ausgeprägten Randstufen, welches durch die Autobahn A2 durchschnitten wird. Das Gebiet besteht überwiegend aus Grünland und Fischteichen, mit einem dichten Gehölzstreifen und altem Baumbestand. Die südlich des Büxter Weges stehenden Hofeichen sind in das Schutzgebiet einbezogen.
Der Landschaftsplan führt zum LSG aus: „Trotz der Durchschneidwirkung durch die Autobahntrasse bildet das Landschaftsschutzgebiet aufgrund der hohen Bodenfeuchtigkeit und der vorhandenen Still- und Fließgewässer sowie seiner Vegetation einen wichtigen aquatischen Lebensraum für Amphibien, Insekten und Vögel innerhalb intensiv genutzter landwirtschaftlicher Bereiche.“

## Schutzzwecke für das LSG
Laut Landschaftsplan erfolgte die Ausweisung des LSG:
- „zur Erhaltung und Wiederherstellung der Leistungsfähigkeit des Naturhaushaltes in ökologisch besonders wertvoll strukturierten Bereichen mit Wasser-, Klima- und Biotopschutzfunktionen,“
- „zur Erhaltung und Wiederherstellung von Quellbereichen und naturnahen Fließgewässern, Wald- und Grünlandbereichen unterschiedlicher Feuchtestufen, Feldgehölzen, Hecken und Obstwiesen,“
- „zur Erhaltung morphologisch ausgeprägter Bereiche zur Sicherung der landschaftlichen Eigenart und Vielfalt für die Erholung,“
- „zur Erhaltung wertvoller Biotopkomplexe aus Wald-Grünlandbereichen, Fließgewässern und Quellen sowie Biotopen nach § 62 LG mit wichtigen Refugial-, Puffer-, Trittstein- und Vernetzungsfunktionen,“
- „zur Erhaltung und Wiederherstellung wichtiger Rückzugsräume für die bedrohte Tier- und Pflanzenwelt,“
- „zur Sicherung der das Orts- und Landschaftsbild gliedernden und belebenden und die dörflichen Siedlungsstrukturen prägenden Freiraumelemente.“[1]

## Rechtliche Vorschriften
Im Landschaftsschutzgebiet ist unter anderem das Errichten von Bauten verboten. Grün- und Brachland darf nicht in eine andere Nutzungsart umgewandelt oder umgebrochen werden.